# Ташкентская археологическая экспедиция
Ташкентская археологическая экспедиция Института археологии АН Узбекской ССР — комплексная научная экспедиция, созданная для всестороннего исследования территории Ташкента в связи с масштабным строительством, развёрнутом в период восстановления города после разрушительного Ташкентского землетрясения 1966 года. За время работы экспедиции было идентифицировано 46 археологических объектов, среди них 5 городищ, 25 замков и поселений; большая часть которых была обнаружена непосредственно при рытье котлованов и траншей в период строительства.

## История
26 апреля 1966 года в 5 часов 23 минуты утра в Ташкенте произошло землетрясение с катастрофическими последствиями. Из-за небольшой глубины залегания очага (от 3 до 8 км), при магнитуде в 5,2 балла, интенсивность землетрясения в эпицентре превысила 8 баллов, а на окраинах столицы доходила до 6 баллов. От полного разрушения, преимущественно глинобитные дома, спасло преобладание вертикальных колебаний, полностью было разрушено только несколько десятков зданий, что объясняет относительно небольшое количество жертв — 8 человек погибло, около 200 получили травмы разной степени тяжести, свыше 300 000 человек лишились крова. 
Помощь Узбекистану в устранении последствий природного катаклизма оказали все республики СССР. Город был не только восстановлен, но и практически полностью перестроен. Были возведены новые жилые массивы, заново прокладывались и расширялись уже существующие улицы, коммуникации, канализационные коллекторы, стартовало строительство первой очереди Ташкентского метрополитена. В условиях массового строительства существовала реальная угроза безвозвратного уничтожения многочисленных археологических памятников на территории города, поэтому по инициативе академика Я. Г. Гулямова в 1967 году было принято решение о создании Ташкентского археологического отряда Института истории и археологии Академии наук Узбекской ССР.
Первым руководителем Ташкентского отряда с 1967 по 1968 годы была В. А. Булатова. С 1967 по 1968 и с 1971 по 1974 годы отрядом руководила М. Т. Аминджанова, с 1969 по 1970 годы и с 1974 года руководство было поручено М. И. Филанович. С весны 1967 года начались планомерные раскопки и наблюдения охватывавшие всю территорию города с изучением памятников всех категорий. С 1967 по 1971 годы основные археологические работы проводились на территории Бинкета (раскопки арка, шахристана и рабадов), на остальной части города велись исследования связанные большей частью с ведущимися строительными и земляными работами (частичные раскопки, закладки шурфов, зачистки котлованов и траншей). Также проводилось изучение городищ Мингурюк, Чиланзар Актепа и Ханабад.
В 1979 году отряд был преобразован в постоянно действующую Ташкентскую археологическую экспедицию. Помимо сотрудников Института археологии АН Узбекской ССР в неё входили научные специалисты смежных отраслей: нумизматики, палеоантропологии, геоморфологии, палеозоологии, палеопочвоведения и палеоклиматологии. На основании научных исследований проведённых экспедицией, был определён возраст городской культуры Ташкента и воссозданы древнейшие этапы его развития, уточнены некоторые спорные научные вопросы, касающиеся периодизации и датировки бургулюкской культуры и культуры Каунчи, исследованы населённые пункты Чача от древнейших времён до средних веков, воссозданы историческая топография региона, экономические и идеологические аспекты жизни населявших его народов.